# Велчо Атанасов
Велчо Атанасов-Джамджията е български революционер, главен организатор на съзаклятие (т.нар. Велчова завера) срещу Османската империя, радетел на просвещението и търговец.

## Биография

### Ранни години
Роден е в гр. Килифарево, Великотърновско, около 1778 г., а според други сведения-  в гр.Търново. За младостта му се знае малко, не е сигурно дори къде е роден. Още отрано се отличава с буен темперамент и свободолюбив дух. Още на 20 години, след разпра със сина на богат турчин, е принуден да търси убежище извън родината. Най-напред през 1798 отива в Букурещ, а впоследствие в Брашов, а по-късно и в Будапеща. През 1809 г. се завръща в Търново като преуспяващ търговец на стоки от всички браншове и продължава да равива търговската си дейност. Търгувал главно със стъкла за прозорци, поради което получил прозвището Джамджията. Към петдесетгодишна възраст Велчо Атанасов бил вече най-видния търговец от Търновския край. Едновременно с това той става предприемач за доставки на стоки за държавата и закупвач на данъци и берии.
Велчо Атанасов проявява също загриженост към въпросите на българското просвещение и църковните дела. Покрай търговията си, той започнал да внася от Русия черковнославянски книги за нуждите на българските църкви и манастири. Получените в повече екземпляри евангелия, псалтири, требници и др. държи в магазина, който по същество е първата българска книжарница през Възраждането. В нея продава и първата книга в новобългарска литература „Кириакодромион, сиреч Неделник“ на Софроний Врачански. По негово лично настояване и с негови средства още през 1822 г. в Търново се открива частно българско училище.

### Революционер
След Руско-турската война от 1828 – 1829 г. и особено с подписването на Ункярискелесийския договор през 1833 г., надеждата за близко освобождение на България с помощта на Русия се засилват. Започва подготовката на Велчовата завера.
Георги Мамарчев и Васил Хадживълков установяват връзка с патриотично настроени българи от Търново, сред които освен Велчо Атанасов са и Иванаки Йонков Кюркчи – първомайстор на кожаро-кожухарския еснаф в Търново, Никола Гайтанджията – първомайстор на гайтанджийския еснаф, отец Сергий – игумен на Плаковският манастир „Св. Пророк Илия“, известният майстор строител Димитър Софианлията, даскал Андон Никопит – родом от Македония, натоварен от митрополит Иларион Търновски със задачата да обучава търновските деца на гръцки език, Стоянчо Ахтаря, еленският чорбаджия хаджи Йордан Брадата и др. Иванаки Йонков Кюркчи има за задача да замине и да вдигне народа от Ловеч до Видин.
Според плана ударната сила на „Заверата“ трябвало да станат двете хиляди работници на майстор Димитър Софиянлията, който бил нает от турските власти да възстанови Варненската крепост, пострадала от военните действия между 1828 – 1829 г.
Важен момент във въстанието трябвало да бъде завземането от бунтовниците на старата българска столица Търново, да се пробие българското знаме на хълма Царевец и се провъзгласи „свободната българска държава“ начело с Велчо Атанасов, като княз-губернатор. При успех на действията в Търновския край Велчо Атанасов е трябвало да остане като губернатор в Търново, а Иванаки Йонков е трябвало да замине и да вдигне народа в Ловеч до Видин и да се установи като губернатор в един от двата града. Димитър Софиянлията е щял да се заеме с блокиране на балканските проходи. Отец Сергий е трябвало да поеме духовните дела в новооглашената българска църква. В случай на неуспех организаторите са вярвали, че Русия ще се намеси в подкрепа на българите. Подготовката се изразява и в набавяне на оръжие и боеприпаси, шиели се специални униформи, калпаци и знамена. Съзаклятниците провеждали и военни упражнения, строй, стрелба.
В самото навечерие на бунта, в началото на месец април 1835 г., еленският чорбаджия Йордан Кисьов извършва предателство. Турските власти действат светкавично и залавят ръководителите на въстанието. За изтръгване на признания за заговора турците подлагат на жестоки изтезания арестуваните бунтовници. Те се изправят достойно пред съда и на бесилката не издават никого, като по този начин спасяват мнозина заговорници от смърт.
Велчо Атанасов, Димитър Софиянлията, хаджи Йордан Брадата и Никола Гайтанджията са обесени в Търново на 4 април 1835 г. Отец Сергий загива при предварителните инквизиции. Мамарчев като руски поданик е заточен на остров Самос, където умира през 1846 г. Иванаки Йонков - Кюркчията е изпратен във Видин по личното настояване на управителя на пашалъка гази Хюсейн паша, след което е обесен в Ловеч.
| „ | Така геройски завършват живота си тези смели българи. | “ |

## Памет
През 1935 г. по повод 100-годишнината от „Заверата“ в Плаковския манастир „Св. пр. Илия“ е поставена голяма мемориална мраморна плоча под манастирската камбанария, чийто надпис гласи:
| „                                                   | „Слава на героите, събрали се преди сто години и загинали за свободата на своя народ: Велчо Атанасов Джамджията от В. Търново, Иванаки Йонков Кюркчията от Враца, отец хаджи Сергий, игумен на манастира „Св. Илия“, Кольо Гайтанджията от В. Търново, майстор Димитър от София, хаджи Йордан Брадата от Елена, даскал Андон Никопит от Македония и мнозина други родолюбци начело с кап. Георги Мамарчев от Котел, вдъхновител и организатор на заверата.“ | “ |
| Български народен комитет, София, Великден, 1935 г. | |   |

На Велчо Атанасов е наречена улица в квартал „Подуяне“ в София (Карта).